# ローラ・T86/00
ローラ・T86/00 (Lola T86/00) は、ローラが設計・製造したオープンホイールレーシングカーである。1986年のインディカー・シーズンで使用された。シーズン3勝を挙げ、アル・アンサーJr.が1勝、マリオ・アンドレッティが2勝によるものだった。エンジンは800 hp (600 kW) 発生するフォード・コスワース DFXを搭載していた。